# Cantón de Le Puy-en-Velay-Este
El cantón de Le Puy-en-Velay-Este era una división administrativa francesa, que estaba situada en el departamento de Alto Loira y la región de Auvernia.

## Composición
El cantón estaba formado por tres comunas más una fracción de la comuna que le da su nombre:
- Blavozy
- Brives-Charensac
- Le Puy-en-Velay (fracción)
- Saint-Germain-Laprade

## Supresión del cantón de Le Puy-en-Velay-Este
En aplicación del Decreto nº 2014-162 de 17 de febrero de 2014, el cantón de Le Puy-en-Velay-Este fue suprimido el 22 de marzo de 2015 y sus 4 comunas pasaron a formar parte del nuevo cantón de Le Puy-en-Velay-3.